# 帕洛 (愛荷華州)
帕洛（英語：Palo）是一個位於美國愛荷華州林縣的城市。

## 地理
帕洛的座標為42°03′44″N 91°47′35″W / 42.06222°N 91.79306°W，而該地的平均海拔高度為226米（即741英尺）。

## 人口
根據2010年美國人口普查的數據，帕洛的面積為3.70平方千米，當中陸地面積為3.70平方千米，而水域面積為0.00平方千米。當地共有人口1026人，而人口密度為每平方千米277人。